# Scooby-Doo! Night of 100 Frights
Scooby-Doo! Night of 100 Frights är ett tredje personens plattformsspel med actionelement som utvecklats av Heavy Iron Studios och publicerades av THQ för PlayStation 2, GameCube och Xbox-konsoler. Spelet släpptes först den 20 maj 2002 i Nordamerika och släpptes senare det året i PAL-regioner. Det är den första Scooby-Doo! datorspel titel för att komma till sjätte generationens konsoler. Spelet blev en Greatest Hits-titel 2003. Spelet har en uppföljning med namnet Scooby-Doo! Mystery Mayhem.